# Bakó Zoltán
Bakó Zoltán (Budapest, 1951. október 11. – ) olimpiai bronzérmes, ötszörös világbajnok kajakozó, edző.

## Pályafutása
Tizenhárom éves korában kezdett el kajakozni az MHS-ben. 1971-ben nyerte meg első világbajnoki érmét, K4 1000 méteren lett harmadik. Az 1972-es müncheni olimpián ugyanebben a számban hatodik lett. 
1973 és 1978 között zsinórban öt világbajnokságról hozott el aranyérmet, ezek közül négyet Szabó István partnereként. Az 1976-os montréali olimpián K2 1000 méteren szintén Szabó István párjaként bronzérmet szerzett. 
Az 1980-as moszkvai olimpia előtt súlyos betegsége okán, tizennégyszeres magyar bajnokként fejezte be profi sportolói pályafutását. A Testnevelési Főiskolán elvégezte a szakedzői és sportvezetői szakot, egy ideig a norvég válogatott szövetségi kapitányaként is dolgozott. 
2004-ben hajókészítő céget alapított. Dolgozott a dán válogatottnál is. 1977-ben és 1979-ben Szabó István mellett őt választották meg az év magyar kajakozójának.